# William Ayache
William Ayache (født 10. januar 1961 i Algier, Algeriet) er en fransk tidligere fodboldspiller, der spillede i forsvaret. 

## Fodboldkarriere
Ayache spillede først i FC Nantes, hvor han kom på førsteholdet i 1979. Han spillede i klubben frem til 1986, hvor han skiftede til Paris SG for en enkelt sæson. Derefter skiftede han klub hvert år og spillede blandt andet i Olympique Marseille, Bordeaux, Montpellier, Nice og Nîmes, inden han afsluttede karrieren efter tre sæsoner i Cannes i 1995. Med Nantes blev han fransk mester i både 1980 og 1983, og han var med til at vinde Coupe de France med Montpellier i 1990.
Ayache spillede fem kampe på Frankrig U/21, heriblandt to ved U/21-EM 1982. Året efter debuterede han på A-landsholdet, men fik ikke umiddelbart flere kampe her. Til gengæld kom han med på OL-holdet, der deltog i OL 1984 i Los Angeles, hvor det for første gang var tilladt at stille med professionelle spillere, når blot de ikke havde spillet VM-kampe. Turneringen var derudover præget at den sovjetisk-ledede boykot af legene, der betød, at alle medaljevinderne fra OL 1980 i Moskva ikke deltog. Frankrig vandt sin indledende pulje, og i kvartfinalen besejrede franskmændene Egypten, mens det i semifinalen gik ud over Jugoslavien efter forlænget spilletid. Finalen blev en kamp mellem Frankrig og Brasilien, og den endte med 2-0 til Frankrig, der dermed fik guld, mens sølvet gik til Brasilien og bronzen til Jugoslavien. Ayache spillede alle holdets kampe i turneringen.
Han kom igen med på A-landsholdet i 1985 og var derefter med ved VM i 1986, hvor Frankrig vandt bronzemedaljer. Ved denne turnering spillede Ayache fire af holdets kampe, heriblandt semifinalen. Han fik i alt tyve kampe på A-landsholdet, den sidste i 1988.

### Titler
Ligue 1
- 1980 og 1983 med FC Nantes

Coupe de France
- 1990 med Montpellier HSC

OL
- 1984 med Frankrig

## Videre karriere
Efter at have indstillet sin aktive karriere havde Ayache korte ansættelser som træner, blandt andet i Cannes i direkte forlængelse af hans stop som spiller i klubben.